# Ca la Constància
Ca la Constància és una obra de Calafell (Baix Penedès) protegida com a bé cultural d'interès local.

## Descripció
És un immoble entre mitgeres de dues crugies, de planta trapezoïdal, amb planta baixa i dues plantes altes, amb coberta de doble vessant amb el carener paral·lel a la façana principal. Aquesta, que és orientada a l'est, té una distribució asimètrica de les obertures. El portal d'entrada és d'arc escarser, de pedra picada amb la data 1749 gravada a la clau. Al costat dret del portal hi ha una finestra rectangular on predomina la verticalitat, d'època contemporània. Al primer pis hi ha dues finestres i, al segon, n'hi ha dues més. A la part superior de la façana hi ha un ràfec fet amb rajoles i teules de ceràmica, del qual forma part una canal realitzada amb peces seriades de terrissa. La façana és arrebossada i pintada de color ocre. El ràfec és de color mangra.
De l'interior, en destaca la solera de rajoles, col·locades sobre llates de fusta, del vessant sud de la coberta, la qual es conserva en bastant bon estat. Les rajoles són decorades amb rombes i en destaca la data de construcció de la teulada (1749), el nom dels constructors o dels fabricants de rajoles (Joan Rion i Magí Rion) i la representació d'un vaixell de dos pals. Per damunt de les rajoles hi ha col·locades les teules.
El sistema constructiu és de tipus tradicional amb murs de càrrega i sostres unidireccionals de bigues de fusta. La coberta està formada per bigues de fusta, solera de rajols i teules aràbigues. Els murs són, probablement, de maçoneria unida amb morter de calç. El portal és fet amb pedra tallada d'origen local.